# Кузнецова, Мария Ефимовна
Мария Ефимовна Кузнецова (1924—2023) — советский передовик сельского хозяйства. Герой Социалистического Труда (1960).

## Биография
Родилась 15 июля 1924 года в деревне Калиновка Шацкого района Рязанской области в крестьянской семье.
С февраля 1942 года после окончания Рязанского сельскохозяйственного института М. Е. Кузнецова начала свою трудовую деятельность — старшим агрономом на Спасской машинно-тракторной станции Рязанской области. Работала на этой должности всю Великую Отечественную войну и была награждена за ударный труд в период войны — Медалью «За доблестный труд в Великой Отечественной войне 1941-1945 гг.».
С 1952 года М. Е. Кузнецова была избрана председателем колхоза «Крестьянский труд» Шацкого района Рязанской области. Многократная участница и призёр ВДНХ СССР.
7 февраля 1957 года Указом Президиума Верховного Совета СССР «за выдающиеся успехи, достигнутые в труде»  Мария Ефимовна Кузнецова была награждена Орденом Ленина.
8 января 1960 года Указом Президиума Верховного Совета СССР «за выдающиеся успехи, достигнутые в деле увеличения в 1959 году производства мяса в колхозах и совхозах в 3,8 раза и продажи мяса государству в целом по области в три раза больше, чем в 1958 году, увеличения производства и продажи государству также других сельскохозяйственных продуктов»  Мария Ефимовна Кузнецова была удостоена звания Героя Социалистического Труда с вручением Ордена Ленина и золотой медали «Серп и Молот».
С 1962 года работала на руководящих должностях в Рязанской областной сельскохозяйственной опытной станции. С 1970 года — начальник цеха «Здоровье» на Красногорском механическом заводе, затем — в районном обществе охраны природы Красногорского района Московской области.
Избиралась депутатом Красногорского районного и Московского областного Совета народных депутатов. Была делегатом XXI съезда КПСС, членом Красногорского горкома и Московского обкома КПСС.
После выхода на пенсию  М. Е. Коваль — председатель Красногорской районной организации ветеранов (пенсионеров) войны и труда, вооружённых сил и правоохранительных органов.
Скончалась 6 октября 2023 года.

## Награды
- Медаль «Серп и Молот» (08.01.1960)
- Орден Ленина (07.02.1957; 08.01.1960)
- Медаль «За доблестный труд в Великой Отечественной войне 1941-1945 гг.»
- Медали ВДНХ

### Звание
- Почётный гражданин Красногорского района Московской области